# Monte Disgrazia
Le Monte Disgrazia est un sommet des Alpes, à 3 678 m, dans la chaîne de la Bernina, en Italie (Lombardie). Ce sommet est accessible par les refuges ou bivouacs suivants : bivacco Rauzi (3 640 m), bivacco Oggioni (3 151 m), bivacco Taveggia (2 894 m), rifugio Ponti (2 559 m), rifugio Gerli-Porro (1 965 m).
Il est relativement isolé des autres hautes cimes du massif, majoritairement groupées autour du Piz Bernina de l'autre côté du Valmalenco.